# Arnaud Démare

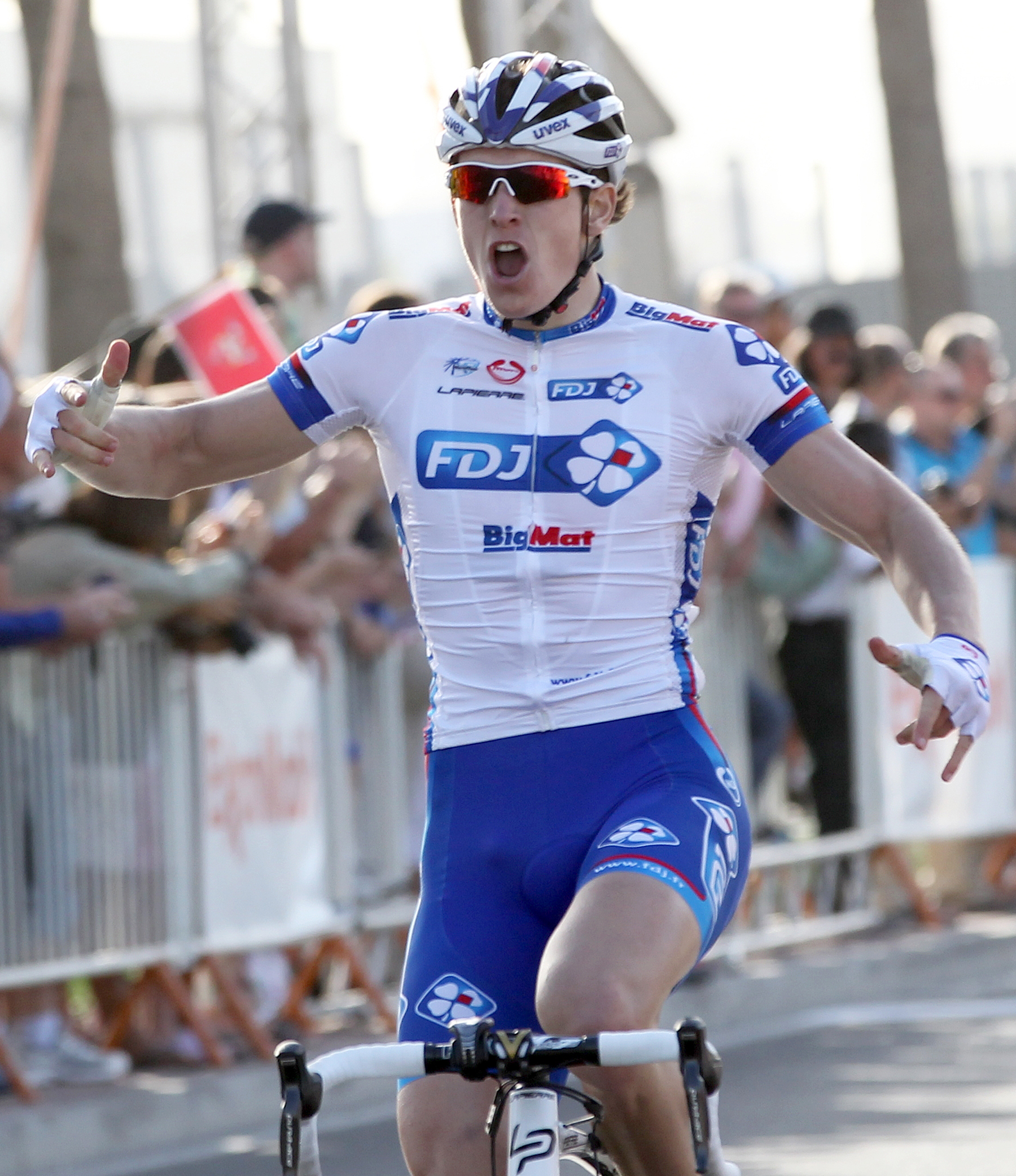
Démare gewinnt die letzte Etappe der Katar-Rundfahrt 2012

Arnaud Démare (* 26. August 1991 in Beauvais) ist ein französischer Radrennfahrer.

## Sportliche Karriere
Als Juniorenfahrer wurde Démare 2009 bei den Junioren Dritter der Europameisterschaft im Straßenrennen und gewann bei den Weltmeisterschaften die Silbermedaille.
Im Erwachsenenbereich gewann er 2010 eine Etappe des UCI-Nations’-Cup-U23-Wettbewerbs Coupe des Nations Ville Saguenay, eine die Bronzemedaille im Straßenrennen der U23-Europameisterschaften und feierte im Juli mit dem Gewinn des Grand Prix de Pérenchies seinen ersten Eliteerfolg. Im Jahr 2011 gelangen Démare weitere internationale Erfolge unter den der U23-Straßenweltmeistertitel herausstach.
Zur Saison 2012 schloss sich Démare dem französischen Team FDJ an, für das er am Saisonende 2011 bereits als Stagiaire fuhr. Nach fünf Saisonsiegen gelang ihm im August 2012 mit dem Gewinn der Vattenfall Cyclassics in Hamburg sein erster Sieg bei einem Rennen der UCI WorldTour. In den folgenden Jahren gewann er weitere internationale Rennen vornehmlich im Sprint, darunter die französische Straßenmeisterschaft 2014, aber auch die Gesamtwertung des Etappenrennens Vier Tage von Dünkirchen 2013 und 2014.
Seinen bis dahin bedeutendsten Karriereerfolg erzielte Démare im Massensprint des Klassikers Mailand–Sanremo. Ihm wurde allerdings vorgeworfen sich an der vorletzten Steigung des Rennens, der Cipressa, von einem Begleitwagen gezogen haben zu lassen, um wieder Anschluss an die Spitzengruppe zu finden.
2017 wurde Démare zunächst französischer Straßenmeister, anschließend gewann er den Massensprint der fünften Etappe der Tour de France. Nach der neunten Etappe wurde er jedoch wegen Überschreitung des Zeitlimits ausgeschlossen. 2018 gewann er bei der Tour de France im Massensprint die 18. Etappe nach Pau. Beim Giro d’Italia 2019 gewann er ebenfalls eine Etappe.
In der Saison 2020 wurde Démare zum zweiten Mal französischer Meister im Straßenrennen und siegte bei insgesamt zwölf internationalen Wettbewerben, darunter den Halbklassiker Mailand–Turin, die Gesamtwertungen der Tour de Wallonie und der Tour Poitou-Charentes en Nouvelle-Aquitaine sowie vier Etappen des Giro d’Italia 2020, bei dem er auch die Punktewertung gewann. Es folgten 2021 neun internationale Siege darunter die Gesamtwertung der Boucles de la Mayenne und den Klassiker Paris–Tours.
Beim Giro d’Italia 2022 gewann er drei Etappen und zum zweiten Mal die Punktewertung. Nachdem Démare von Groupama FDJ weder für die Tour de France 2022 noch für die Tour de France 2023 nominiert wurde, zeigten sich Differenzen zwischen ihm und der Teamleitung. Sein Vertrag wurde zu Ende Juli 2023 einvernehmlich aufgelöst und er schloss sich übergangslos dem Team Arkéa-Samsic an.

## Erfolge
2009
- Europameisterschaft – Straßenrennen (Junioren)
- Weltmeisterschaft – Straßenrennen (Junioren)

2010
- eine Etappe Coupe des Nations Ville Saguenay
- Europameisterschaft – Straßenrennen (U23)
- Grand Prix de Pérenchies

2011
- La Côte Picarde
- zwei Etappen Coupe des Nations Ville Saguenay
- La Ronde Pévèloise
- eine Etappe Tour Alsace
- Weltmeister – Straßenrennen (U23)

2012
- eine Etappe Tour of Qatar
- Le Samyn
- eine Etappe Driedaagse van West-Vlaanderen
- Cholet-Pays de Loire
- eine Etappe Route du Sud
- Vattenfall Cyclassics

2013
- Grand Prix de Denain
- Gesamtwertung und drei Etappen Quatre Jours de Dunkerque
- eine Etappe Tour de Suisse
- Prudential RideLondon-Surrey Classic
- eine Etappe Eneco Tour
- Grand Prix d’Isbergues

2014
- eine Etappe Tour of Qatar
- Gesamtwertung und zwei Etappen Quatre Jours de Dunkerque
- Gesamtwertung und zwei Etappen Tour de Picardie
- Halle–Ingooigem
- Französischer Meister – Straßenrennen
- Kampioenschap van Vlaanderen
- Grand Prix d’Isbergues
- Gesamtwertung und drei Etappen Tour de l’Eurométropole

2015
- zwei Etappen Belgium Tour

2016
- eine Etappe und Mannschaftszeitfahren Mittelmeer-Rundfahrt
- eine Etappe Paris–Nizza
- Mailand–San Remo
- eine Etappe und Punktewertung Route du Sud
- Binche–Chimay–Binche

2017
- zwei Etappen Étoile de Bessèges
- eine Etappe Paris–Nizza
- Grand Prix de Denain
- eine Etappe Tour des Hauts-de-France
- eine Etappe und Punktewertung Critérium du Dauphiné
- Halle–Ingooigem
- Französischer Meister – Straßenrennen
- eine Etappe Tour de France
- Brussels Cycling Classic

2018
- eine Etappe Paris–Nizza
- eine Etappe Tour de Suisse
- eine Etappe Tour de France
- Gesamtwertung, fünf Etappen und Punktewertung Tour du Poitou-Charentes

2019
- eine Etappe Giro d’Italia
- zwei Etappen und Punktewertung Route d’Occitanie
- eine Etappe Tour de Wallonie
- eine Etappe und Punktewertung Slowakei-Rundfahrt

2020
- Mailand–Turin
- Gesamtwertung, zwei Etappen und Punktewertung Tour de Wallonie
- Französischer Meister – Straßenrennen
- Europameisterschaft – Straßenrennen
- Gesamtwertung, drei Etappen und Punktewertung Tour Poitou-Charentes en Nouvelle-Aquitaine
- eine Etappe Luxemburg-Rundfahrt
- vier Etappen und  Punktewertung Giro d’Italia

2021
- La Roue Tourangelle
- zwei Etappen und Punktewertung Valencia-Rundfahrt
- Gesamtwertung, drei Etappen und Punktewertung Boucles de la Mayenne
- eine Etappe Route d’Occitanie
- Paris–Tours

2022
- drei Etappen und  Punktewertung Giro d’Italia

2023
- eine Etappe Boucles de la Mayenne
- Brussels Cycling Classic

## Wichtige Platzierungen
| Grand Tour            | 2012 | 2013 | 2014 | 2015 | 2016 | 2017 | 2018 | 2019 | 2020 | 2021 | 2022 | 2023 | 2024 | 2025 |
| --------------------- | ---- | ---- | ---- | ---- | ---- | ---- | ---- | ---- | ---- | ---- | ---- | ---- | ---- | ---- |
| Giro d’ItaliaGiro     | DNF  | –    | –    | –    | DNF  | –    | –    | 123  | 121  | –    | 130  | –    | –    | –    |
| Tour de FranceTour    | –    | –    | 159  | 138  | –    | DNF  | 141  | –    | –    | DNF  | –    | –    | DNF  | 153  |
| Vuelta a EspañaVuelta | –    | –    | –    | –    | –    | –    | –    | –    | –    | 96   | –    | –    | –    |      |

| Monument                 | 2012 | 2013 | 2014 | 2015 | 2016 | 2017 | 2018 | 2019 | 2020 | 2021 | 2022 | 2023 | 2024 | 2025 |
| ------------------------ | ---- | ---- | ---- | ---- | ---- | ---- | ---- | ---- | ---- | ---- | ---- | ---- | ---- | ---- |
| Mailand–Sanremo          | –    | 129  | 34   | 127  | 1    | 6    | 3    | 32   | 24   | 26   | 10   | 51   | 43   | –    |
| Flandern-Rundfahrt       | –    | 24   | DNF  | 23   | DNF  | 56   | 15   | 28   | –    | –    | –    | –    | –    | 58   |
| Paris–Roubaix            | –    | 90   | 12   | 37   | –    | 6    | 61   | 17   | –    | 34   | –    | –    | –    | DNF  |
| Lüttich–Bastogne–Lüttich | –    | –    | –    | –    | –    | –    | –    | –    | –    | –    | –    | –    | –    |      |
| Lombardei-Rundfahrt      | –    | –    | –    | –    | –    | –    | –    | –    | –    | –    | –    | –    | –    |      |